# Giuseppe Cambini
Giuseppe Gioacchino Maria Cambini (13 de febrero de 1746 - 29 de diciembre de 1825) fue un compositor y violinista italiano. 
Empezó a estudiar violín con Filippo Manfredi. Todo lo que pasó después de este hecho en su vida está envuelto en leyenda.
Otro dato fiable es que Cambini llegó a París en 1773. Después de la interpretación de una de sus sinfonías en el Concert Spirituel, se hizo muy famoso. Sus obras se publicaban tan pronto como las escribía, hasta el punto de que se publicaron obras bajo el nombre de otros autores. 
Con la llegada de la Revolución francesa, Cambini pasó al bando de los revolucionarios, componiéndoles himnos. Al llegar la Restauración, se dedicó a ser profesor de teoría musical, y su popularidad decayó. No tenemos más datos fiables de él.
Es conocido sobre todo por su contribución al quinteto de vientos, para el cual escribió tres obras. Nos han llegado completas también dos de sus doce óperas y gran parte de sus cuartetos de cuerda.